# Ingenbohl
Ingenbohl är en ort och kommun i distriktet Schwyz i kantonen Schwyz, Schweiz. Kommunen har 9 346 invånare (2023).
Kommunen består av ortsdelarna Ingenbohl och Brunnen samt av ett antal mindre byar.
Brunnen ligger vid Vierwaldstättersjön och är den befolkningsmässigt största ortsdelen. Postadressen till bägge ortsdelarna är Brunnen och det är även namnet på järnvägsstationen.